# John D. Works

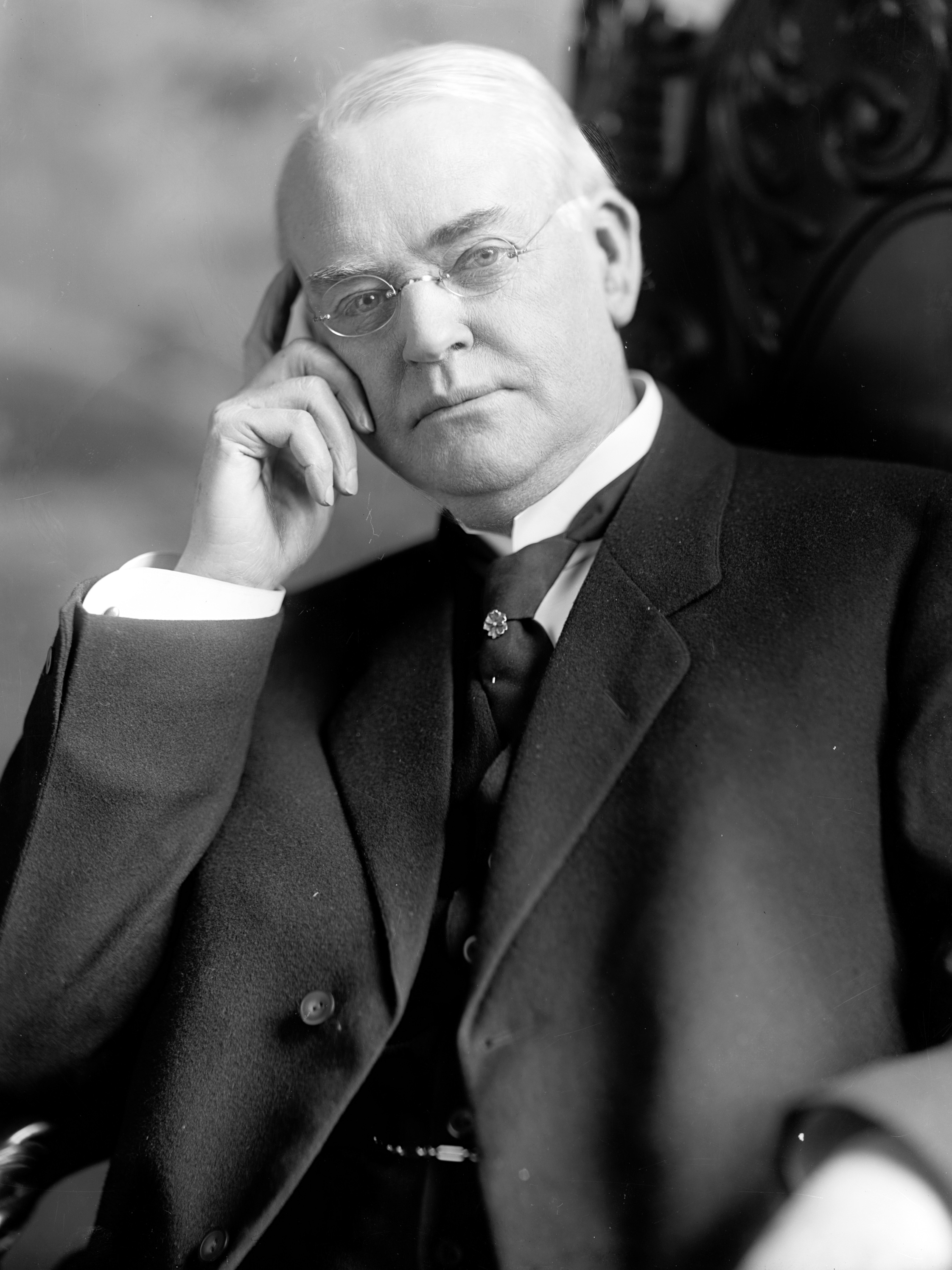
John D. Works

John Downey Works (* 29. März 1847 bei Rising Sun, Ohio County, Indiana; † 6. Juni 1928 in Los Angeles, Kalifornien) war ein US-amerikanischer Jurist und Politiker (Republikanische Partei), der den Bundesstaat Kalifornien im US-Senat vertrat.
John Works besuchte Privatschulen in Indiana. Als junger Mann schloss er sich einem Freiwilligenregiment der Kavallerie aus seinem Heimatstaat an und kämpfte auf Unionsseite im Bürgerkrieg. Nach Kriegsende studierte er die Rechtswissenschaften, wurde 1868 in die Anwaltskammer aufgenommen und begann in Vevay als Jurist zu praktizieren. Sein erstes politisches Mandat übernahm er als Abgeordneter im Repräsentantenhaus von Indiana zwischen 1878 und 1880.
1883 zog Works nach San Diego in Kalifornien, wo er weiter als Jurist tätig war. Von 1886 bis 1887 amtierte er als Richter am Superior Court des San Diego County; danach gehörte er von 1888 bis 1891 dem Obersten Gerichtshof Kaliforniens als beisitzender Richter an. Nachdem er sich 1896 in Los Angeles niedergelassen hatte, wurde er dort 1910 zum Präsidenten des Stadtrates gewählt.
Im selben Jahr gewann Works die Wahl zum US-Senator. Er nahm sein Mandat in Washington, D.C. ab dem 4. März 1911 wahr und verblieb dort bis zum 3. März 1917; für eine erneute Kandidatur stand er nicht zur Verfügung. Während seiner Zeit im Senat führte er unter anderem den Vorsitz im Ausschuss zur Kontrolle der Ausgaben des Kriegsministeriums sowie im Fischereiausschuss.
Works arbeitete danach wieder als Anwalt, betätigte sich aber auch als Buchautor. Er veröffentlichte die Bücher Duty to Man: A Study of Social Conditions and How They May Be Improved und What's Wrong With the World?, ehe er 1928 in Los Angeles starb.